# Понино
По́нино — село в Глазовском районе Удмуртии, административный центр муниципального образования «Понинское».

## Этимология
Название села происходит от удмуртской народной формы крещёного имени Афанасий — Офонь, Опонь. Об этом говорит и старое удмуртское название села — Поняпи́ «(починок) Афанасьева сына».
Другое устаревшее название села — Пово́ста — является вятским диалектизмом, обозначающим погост — церковь с окружающим её кладбищем, вокруг которых начало образовываться село.

## История
Деревня была основана удмуртами, в XVII веке расселявшимися вверх по Чепце и к началу XVIII века освоившими её северные притоки. Переписью 1710 года фиксируются в качестве починков (то есть основанных в течение нескольких лет до переписи) практически все ныне существующие населённые пункты к югу от Понина.

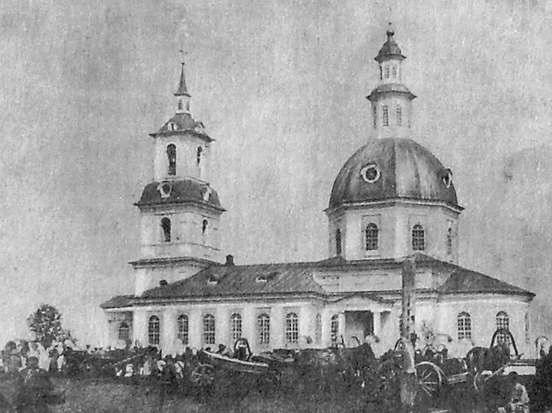
Троицкая церковь в начале XX века

В 1745 году указом архимандрита Сильвестра, управителя Казанской конторы новокрещёных дел, было предписано построить в деревне Понинской деревянную церковь во имя архангела Михаила. Церковь была освящена 19 июня 1750 года. В 1816 году была построена каменная Троицкая церковь (до наших дней сохранилась лишь трапезная).
Во второй половине XIX века село становится крупным торговым центром — через него проходит уездный тракт в село Зюздино-Афанасьево. В Понино ежегодно проводились две ярмарки, собирающие крестьян со всей округи и из соседних волостей — зимняя и летняя, приуроченная к Ильину дню.
В начале XX века в селе было две начальных школы — земская и церковно-приходская.
К 1915 году в селе было три лавки, организовалось сельскохозяйственное товарищество.
В апреле-июне 1919 года село находилось на линии фронта Гражданской войны и на некоторое время было занято белыми войсками, рвущимися к Вятке.
В 1935-1956 годы село было центром Понинского района, выделенного из Глазовского района в целях разукрупнения.

## Население
| 2010 | 2012  |
| ---- | ----- |
| 1305 | ↗1466 |

## Инфраструктура
В селе есть средняя школа, школа-интернат, музыкальная школа, филиал ДЮСШ, культурно-спортивный комплекс, детский сад и больница.

## Экономика
В апреле 2002 года был ликвидирован СПК «Понинский», что поставило село в тяжёлое социально-экономическое положение. На сегодняшний день на территории села работают два фермерских кооператива и лесопилка.

## Люди, связанные с селом
- Пряженников, Александр Павлович (1922—1945) — участник Великой Отечественной войны, лётчик-истребитель, Герой Советского Союза. Родился в деревне Артёнки близ Понина.
- Курченко, Надежда Владимировна (1950—1970) — бортпроводник, погибла, пытаясь предотвратить угон самолёта террористами. Окончила Понинскую школу-интернат.